# Искусственные люди Марса
«Искусственные люди Марса» — девятый роман барсумской серии Эдгара Райса Берроуза. Публиковался в еженедельнике Argosy Weekly (выпуски от 7, 14, 21, 28 января и 4 и 11 февраля 1939 года). Несмотря на известность Берроуза, который уже два десятилетия профессионально занимался литературой, журналы Liberty и Blue Book отвергли рукопись; за право на публикацию автор получил от Argosy Weekly 1200 долларов. Отдельное издание Edgar Rice Burroughs, Inc. вышло в марте 1940 года.

## Сюжет
Повествование ведётся от имени Вор Дая — гвардейца Джона Картера, его рассказ передан на Землю по радио. Главный герой романа — Джон Картер, Владыка Марса.
Принцесса Дея Торис пострадала в авиакатастрофе — у неё перелом позвоночника и лучшие врачи Гелиума могут только поддерживать в ней жизнь. Необходима помощь величайшего медика Марса — Рас Таваса, но неизвестно его местонахождение. Операцию мог бы сделать его лучший ученик — принц Дахора Вад Варо (землянин Улисс Пакстон), поэтому Владыка спешно собирается в путь. Ошибка автопилота привела Джона Картера и Вор Дая в Фандал — крайне изолированный город в Великой Тунолианской Топи, но не дойдя до города, они были схвачены некими уродливыми существами и увезены на гигантских птицах — малагорах в неизвестном направлении.
Очень скоро выясняется, что Владыка и его гвардеец попали в плен к Семи Джедам неизвестно откуда взявшегося города Морбус, расположенного вглуби Топей. После экзамена — гладиаторского боя, Дотар Соджет (таково марсианское имя Владыки) и Вор Дай попали в охрану Лаборатории, где и обнаружили Рас Таваса. Рас Тавас, поссорившись с джеддаком его родного Тунола, изобрёл способ делать живых существ — хормадов, с их помощью построил себе город и стал создавать армию, чтобы водвориться в свою лабораторию в Туноле. К несчастью, самые интеллектуальные из хормадов захватили своего создателя, заставили имплантировать их мозг в тела красных марсиан, и создали олигархию Семи Джедов, вознамерившись покорить весь Марс.
Вор Дай влюбился в девушку Джанай (её никак не могут поделить Семь Джедов), и попросил Рас Таваса пересадить его мозг в тело хормада Тор-Дур-Бара, чтобы попасть в охрану Третьего Джеда. Далее начинается война Семи Джедов за верховную власть. Похитив Джанай, Тор-Дур-Бар начинает долгий путь по Тунолианским Топям. Сначала они попали на остров Омпт, где живут крайне примитивные гули, похожие на кенгуру. Потом они попали в город Амхор, где Тор-Дур-Бар (Вор Дай) попал в зверинец. Ему нужно любой ценой вернуться в Морбус, где в лаборатории Рас Таваса хранится его тело.
Вернувшись в опустошённый Морбус, Вор Дай с ужасом узнаёт, что в отсутствие Рас Таваса протоплазма, из которой рождались хормады, вышла из-под контроля и затопила большую часть острова. Вскоре огромный флот Владыки Марса прилетает в Морбус и забрасывает протоплазму зажигательными бомбами. Тело Вор Дая удаётся спасти, а Джанай догадывается, что в уродливом теле хормада был мозг беззаветно любящего её Вор Дая.